# Eighteen Visions (album)
Eighteen Visions è il quinto album della band metalcore americana Eighteen Visions del 2004. Questo è il primo album prodotto in collaborazione con la casa discografica Epic Records.

## Tracce
1. Victim – 2:58
2. Truth Or Consequence – 4:14
3. Burned Us Alive – 3:42
4. Black And Bruised – 3:21
5. Broken Hearted – 4:05
6. Another Pretty Suicide – 4:16
7. Coma – 3:36
8. The Sweetest Memory – 4:09
9. Last Night – 3:35
10. Your Nightmare – 3:27
11. Tonightless – 5:39
12. All We've Got – 3:39

## Formazione
- James Hart - voce
- Ken William Floyd - batteria
- Keith Barney - chitarra
- Mick Richard Morris - basso